# تیرکشوند (کلبجر)
تیرکشوند (ترکی آذربایجانی: Tirkeşəvənd) یک منطقهٔ مسکونی در جمهوری آرتساخ است که در استان شاهومیان واقع شده‌است.